# Вьюна
Вьюна — река в России, протекает по территории Колыванского района Новосибирской области. Длина реки составляет 70 км, площадь водосборного бассейна 970 км².
Начинается в березняке к западу от села Сидоровка в урочище Вьюнское Займище. Течёт в северо-восточном направлении через Южино, Тропино, Паутово. В селе Вьюны поворачивает на юг и далее течёт по обской пойме. Впадает в 1 км по левому берегу реки Кашлам. В низовьях от реки отделяется рукав, текущий на восток и впадающий в Уень.
На реке имеются два пруда у Сидорова.
Основные притоки — Вяльчиха (лв), Байдачиха (лв), Федоска (лв), Боярка (лв), Орловка (лв), Таловка (лв), Крутиха (лв).

## Данные водного реестра
По данным государственного водного реестра России относится к Верхнеобскому бассейновому округу, водохозяйственный участок реки — Обь от Новосибирского гидроузла до впадения реки Чулым, без рек Иня и Томь, речной подбассейн реки — бассейны притоков (Верхней) Оби до впадения Томи. Речной бассейн реки — (Верхняя) Обь до впадения Иртыша.